# 捍衛任務4
《捍衛任務4》（英語：John Wick: Chapter 4）是一部2023年美國新黑色動作驚悚片，由查德·史塔赫斯基執導，沙伊·哈頓和麥可·芬奇共同編劇。該片為2019年電影《捍衛任務3：全面開戰》的續集，以及《捍衛任務》系列的第四部電影作品。主演包括基努·李維、甄子丹、比爾·史柯斯嘉、勞倫斯·費許朋、真田廣之、沙米爾·安德森、藍斯·瑞迪克、澤山璃奈、斯科特·阿金斯與伊恩·麥克夏恩；電影也是瑞迪克的遺作之一。劇情講述被追殺的約翰·維克發現了擊敗高桌會（High Table）的方法，但在他獲得自由之前，得先面對一名擁有龐大資源、拉攏約翰過去老友的新敵人。
《捍衛任務4》由獅門娛樂於2023年3月24日美國上映，電影發行後獲得正面為主的評價，攝影、動作場面、基努·李維的演出表現備受肯定，但是媒體與影評家對超過兩個半小時的片長普遍看法不一。

## 劇情
約翰·維克與包厘幫之王在紐約躲避高桌會（High Table）的追殺，同時展開對高桌會的復仇大計。高桌會的唯一掌控者長老被約翰在摩洛哥擊殺後，高桌會高級成員葛拉蒙侯爵召見了紐約大陸飯店經理溫斯頓和接待員沙隆，先是褫奪暗殺約翰未果的溫斯頓飯店經理職務，然後炸毀大陸飯店，最後更將沙隆處決。侯爵隨後來到法國巴黎，威脅約翰的老相識、盲眼殺手肯恩前去暗殺約翰，否則就要取他女兒性命。
此時約翰在老友島津浩二打理的大阪大陸飯店逃難。在侯爵副手其迪和肯恩的率領下，一群刺客闖入飯店，準備大開殺戒。在飯店當接待員的浩二女兒島津明下令清空飯店，與浩二、約翰及其他職員一道對抗刺客的攻擊，結果明在戰鬥中受傷。在逃跑的過程中，約翰又遭到肯恩率領的另一群刺客攻擊。雙方纏鬥過程中，被稱為「無名先生」的賞金獵人出現，說要活捉約翰，結果把約翰放走。明成功逃跑，但浩二被肯恩所殺。
回到紐約，約翰在沙隆的墓前見到復仇心切的溫斯頓。溫斯頓建議約翰和侯爵一決勝負，只要獲勝，就可以不被高桌會追殺。按照高桌會傳統，約翰只能以家族代表的身份發起決鬥。約翰想到自己以前和拉斯卡·羅馬的關係很好，於是決定去德國柏林和對方重修關係。約翰找義妹卡蒂雅幫忙，卡蒂雅表示同意，但條件是約翰必須殺掉殺害卡蒂雅父親的兇手、高桌會德國分會高級幹部奇拉·哈坎。約翰在一家夜店找到奇拉，並在與肯恩、無名先生和奇拉的手下連番激戰後，成功將奇拉殺死。
卡蒂雅遂委任約翰為家族的代理人，而約翰讓溫斯頓代為向侯爵發起挑戰，溫斯頓要求約翰獲勝後重建紐約大陸酒店，並讓他繼續擔任經理。高桌會特使「預兆」在巴黎主持會議，為約翰和侯爵安排決鬥的事情，侯爵提出由肯恩代表自己出戰，雙方交鋒則定於日出時分在聖心聖殿進行。「預兆」還告訴約翰，如果約翰未能按時到場，約翰和溫斯頓會被處決。包厘幫之王來到巴黎，把手槍和防彈西裝交給約翰。
為了阻止約翰出戰，侯爵懸賞2600萬美元通緝約翰。在去聖殿的路上，約翰擊退大批刺客的襲擊，當中包括承諾以4000萬美元擊殺約翰的無名先生。後來無名先生看到約翰從其迪的槍下救下自己的狗，於是決定暫停追擊。在肯恩的幫助下，約翰成功登上通往聖殿的石階，期間其迪阻攔約翰，但被無名先生槍殺。最終約翰和肯恩勉強來到山頂進行決鬥。決鬥過程中，裝備決鬥手槍的雙方被打得遍體鱗傷。來到最後一個回合，約翰被肯恩擊中而倒地，此時誤以為約翰已經開了最後一槍的侯爵奪過肯恩的槍打算親手了結約翰，卻因為約翰的最後一槍沒有發射、自己卻因為接過槍械取代肯恩成為決鬥者而被爆頭反殺。「預兆」宣佈肯恩和約翰不再被高桌會追殺，並恢復了溫斯頓的職務。約翰回想起自己的婚姻和人生，之後就倒在教堂前的石階上。不久之後，溫斯頓和包厘幫之王向約翰告別，為約翰在妻子海倫的墓碑旁邊立下寫有其遺願－墓誌銘「摯愛的丈夫」的墓碑。
片尾彩蛋中，肯恩和女兒團聚，明在一旁伺機而動，準備復仇。

## 演員
| 演員                             | 角色                                                       | 備註                                                             |
| 基努·李維 Keanu Reeves           | 強納森·「約翰」·維克 Jonathan "John" Wick                  | 令人聞風喪膽的職業殺手兼刺客，如今被高桌會通緝追殺。             |
| 甄子丹 Donnie Yen                | 肯恩 Caine                                                 | 盲人高桌刺客，約翰的舊識，因女兒安全被葛拉蒙侯爵威脅而被迫聽命。 |
| 比爾·史柯斯嘉 Bill Skarsgård     | 文森特·比塞特·葛拉蒙侯爵 Marquis Vincent Bisset de Gramont | 高桌會高級成員，奉高桌會命令追殺約翰，藉此獲得權勢。             |
| 勞倫斯·費許朋 Laurence Fishburne | 包厘幫之王 The Bowery King                                 | 約翰的舊識，地下犯罪集團幫主，掌管著紐約市的乞丐們。             |
| 真田廣之 Hiroyuki Sanada         | 島津浩二 Koji Shimazu                                      | 約翰的舊識，大阪大陸飯店的經理。                                 |
| 沙米爾·安德森 Shamier Anderson   | 追跡者／無名先生 The Tracker / Mr. Nobody                  | 受僱追殺約翰的賞金獵人，養著一隻能聽從命令攻擊敵人的獵犬。       |
| 藍斯·瑞迪克 Lance Reddick        | 沙隆 Charon                                                | 紐約大陸飯店的接待員、約翰的舊識。                               |
| 斯科特·阿金斯 Scott Adkins       | 奇拉·哈坎 Killa Harkan                                     | 高桌會德國分會高級幹部，曾被高桌會委派殺死卡蒂雅的父親彼得。     |
| 澤山璃奈 Rina Sawayama           | 島津明 Akira Shimazu                                       | 島津的女兒、大阪大陸飯店的接待員。                               |
| 伊恩·麥克夏恩 Ian McShane        | 溫斯頓 Winston Scott                                       | 紐約大陸飯店的管理者兼經理，同時也是約翰的老友。                 |
| 克蘭西·布朗 Clancy Brown         | 先驱者 The Harbinger                                       | 高桌會特使。                                                     |

此外，馬爾科·扎瑞和娜塔莉·提娜分別飾演格拉蒙侯爵的左右手其迪（Chidi）和約翰·維克的義妹卡蒂雅（Katia）。喬治·喬吉奧飾演高桌會的首腦長老（The Elder），該角色於前作《捍衛任務3》中由薩伊德·塔馬歐尼飾演。艾米·關（Aimée Kwan）飾演肯恩的女兒蜜雅（Mia）；德裔職業保鑣斯帆·馬奎德飾演卡蒂雅的手下克勞斯（Klaus）；前大相撲力士田代良徳飾演大阪大陸飯店的護衞。布麗姬·穆娜回歸客串飾演約翰·維克的妻子海倫·維克（Helen Wick）。

## 製作

### 發展
2019年5月20日，在《捍衛任務3：全面開戰》上映後，獅門娛樂宣布正在製作第四部《捍衛任務》電影，上映日期定於2021年5月27日。2019年12月20日，據報導基努·李維已開始接受《捍衛任務4》和《駭客任務4》的訓練。2020年5月1日，受2019冠狀病毒病疫情影響，本片延期至2022年5月27日在美國上映，原上映日期由《死亡漩渦：奪魂鋸新遊戲》接檔。2020年8月初，獅門娛樂執行長喬恩·費瑟莫表示希望可以在2021年初以背靠背形式同時拍攝《捍衛任務4》及其續集《捍衛任務5》。2021年1月，伊恩·麥克夏恩表示拍攝將於2021年開始進行。2021年3月，據報導《捍衛任務4》和《捍衛任務5》將不再採用背靠背方式拍攝，而《捍衛任務4》的劇本不再由系列創作人德瑞克·柯斯達撰寫，改由沙伊·哈頓和麥可·芬奇（Michael Finch）共同編劇。

### 選角
2021年5月，歌手澤山璃奈加入演員陣容，成為她的首部電影作品。2021年6月，甄子丹、沙米爾·安德森和真田廣之加入演員陣容。同月，勞倫斯·費許朋確認回歸出演電影，而比爾·史柯斯嘉和史考特·艾金斯為出演電影進行洽談。2021年7月，藍斯·瑞迪克和伊恩·麥克夏恩確認回歸出演電影，而馬爾科·扎瑞加入演員陣容。同月，史柯斯嘉確認出演電影。2021年8月，克蘭西·布朗加入演員陣容。同月，艾金斯確認出演電影。
於前作飾演滴答人（Tick Tock Man）的傑森·曼薩凱斯曾在2019年接受播客《它是如何製作的？》訪問時提到他將會於《捍衛任務4》回歸並有更吃重的戲份，然而他最終未有在正片中登場。
瑞迪克於2023年3月17日過世，《捍衛任務4》成為他的遺作。

### 拍攝
主體拍攝於2021年6月28日開始進行，拍攝地點包括柏林、巴黎、紐約和日本。

## 發行
《捍衛任務4》由獅門娛樂定於2023年3月24日美國上映。此前，上映日期曾定於2021年5月21日以及2022年5月27日。
與前作《捍衛任務3：全面開戰》一樣，本片於香港分級為三級（限制級）。
2023年5月23日流媒體數字版上Apple tv 與 Amazon售價＄19.99，4KUItra HDN 與 Blu-raym 6月13日發行。

## 評價
《捍衛任務4》獲得影評界普遍正面的評價，爛番茄根據383條評論，本片獲得94%的新鮮度，平均得分8.1／10，觀眾投票獲得91%的分數，平均得分為4.5／5，網站影評加共識寫道：「《捍衛任務4》涵蓋了更多內容 - 並暗示當論及穿著考究的基努·李維以致命的芭蕾舞風格消滅他的敵人時，永遠不會太多。」。在Metacritic上，本片獲得了78分。

## 票房
台灣方面，首日開出1284.9萬。第8天票房破9600萬，預計第九天全台票房將破億，打破《紅雀》11天全台破億紀錄，以9天全台破億速度，成為有全台票房紀錄以來最快破億的限制級電影。
| 上一届： 《沙贊！眾神之怒》 | 2023年美國週末票房冠軍 第12週    | 下一届： 《龍與地下城：盜賊榮耀》 |
| 上一届： 《鈴芽之旅》       | 2023年香港一週票房冠軍 第12-13週 | 下一届： 《超級瑪利歐兄弟大電影》 |
| 上一届： 《鈴芽之旅》       | 2023年香港週末票房冠軍 第13-14週 | 下一届： 《超級瑪利歐兄弟大電影》 |
| 上一届： 《鈴芽之旅》       | 2023年台北週末票房冠軍 第13-14週 | 下一届： 《超級瑪利歐兄弟電影版》 |
| 上一届： 《鈴芽之旅》       | 2023年韓國週末票房冠軍 第15-16週 | 下一届： 《超級瑪利歐兄弟電影版》 |

## 外部連結
- 互联网电影数据库（IMDb）上《捍衛任務4》的资料（英文）
- 爛番茄上《捍衛任務4》的資料（英文）
- AllMovie上《捍衛任務4》的资料（英文）
- Metacritic上《捍衛任務4》的資料（英文）
- Box Office Mojo上《捍衛任務4》的資料（英文）
- 開眼電影網上《捍衛任務4》的資料（繁體中文）
- Yahoo奇摩電影上《捍衛任務4》的資料（繁體中文）
- 时光网上《捍衛任務4》的資料（简体中文）
- 豆瓣电影上《捍衛任務4》的資料 （简体中文）